# Penda
Penda (narozen ?, zemřel 655) byl anglosaský král Mercie (od roku 633) a Wessexu (od roku 645). Vládl mezi lety 633–655 v Mercii a 645–648 ve Wessexu. Po jeho smrti po něm v Mercii nastoupil jeho syn Peada. Ve Wessexu se po Pendovi opět dostal k moci král Cenwalh (648).